# Gelu Vlașin
Gelu Vlașin (n. 30 august 1966, Telciu, județul Bistrița Năsăud) este un poet și scriitor din România, considerat a fi principalul reprezentant al deprimismului în poezia românească, creatorul platformei online Rețeaua literară[nefuncțională]

## Biografie
S-a născut în localitatea Telciu din județul Bistrița Năsăud la data de 30 august 1966, căsătorit cu Cristina Maria Vlașin (artistă de jazz), are doi copii, Darius Andrei Vlașin (n.2009) și David Mihai Vlașin (n.2012). A debutat literar în revista România literară Arhivat în 26 ianuarie 2017, la Wayback Machine. 16/1999 cu o prezentare de Nicolae Manolescu; debutul editorial a fost în 1999 cu volumul de versuri Tratat la Psihiatrie Arhivat în 27 septembrie 2007, la Wayback Machine., publicat la Editura Vinea, București, cu o prefață semnată de Nicolae Manolescu și o postfață de Paul Cernat; volumul a fost premiat de Asociația Scriitorilor din București la secțiunea debut 1999 și a fost nominalizat la premiile Uniunii Scriitorilor din România , 1999.

## Recunoaștere oficială, premii

### Premii literare
A obținut câteva prestigioase premii naționale și internaționale (Diploma Forum Intercultural Arhivat în 26 septembrie 2015, la Wayback Machine. - Madrid, 2012; Diploma Forum Intercultural Arhivat în 26 septembrie 2015, la Wayback Machine. - Madrid, 2013; Premiul Tertulia Cerro Almodóvar - Madrid 2004, Premiul Puertas Abiertas - Madrid , 2002, Premiul acordat de Uniunea Scriitorilor din România - Colocviile Coșbuc - 2000, Premiul pentru debut al Asociația Scriitorilor din București  - 1999, Premiul Festivalului Internațional Sighet - 2000, Marele Premiu Ion Vinea - 1999, Premiul Cristian Popescu - 1999, Premiul Saloanelor Liviu Rebreanu - 1999).

### Meritul Cultural
În luna ianuarie 2012, prin decretul nr.28 din 16/01/2012, Administrația Prezidențială a României, la propunerea Ministrului Culturii, conferă Ordinul Meritul Cultural în Grad de Cavaler Arhivat în 4 martie 2016, la Wayback Machine. categoria A Literatura scriitorului Gelu Vlașin în semn de apreciere pentru talentul si dăruirea de care a dat dovadă în întreaga sa carieră literară, pentru promovarea culturii românesti în lume si implicarea sa constantă în strângerea legăturilor dintre românii aflati peste hotare

### Cetățean de onoare
În luna august 2012 Gelu Vlașin primește titlul de Cetățean de Onoare Arhivat în 20 martie 2017, la Wayback Machine. oferit de Primăria și Consiliul Local Telciu (Bistrița - Năsăud): Gelu Vlașin este o personalitate ce a dus numele comunei Telciu cu cinste în țară si străinătate

## Colaborări la reviste literare
A publicat grupaje de poezie, eseu și critica literara în majoritatea revistelor literare din România precum și în reviste din USA, Canada, Spania, Germania, Franța, Italia, Rusia, Maroc, Argentina, Mexic, Australia, Ungaria și Israel.

## Volume publicate
- Tratat la psihiatrie Arhivat în 27 septembrie 2007, la Wayback Machine. - Editura Vinea, Bucuresti - 1999
- Atac de panică - Ed. Noesis, Bucarest - 2000
- Poemul Turn - Colecția "Biblioteca București" - Asociația Scriitorilor din București , 2001
- Atac de panică Arhivat în 29 septembrie 2007, la Wayback Machine. - Editura Muzeul Literaturii Române Arhivat în 18 februarie 2003, la Wayback Machine., Bucuresti - 2002
- Poemul Turn - Ed. Liternet, București - 2003
- Soigné à l'hospital psychiatrique - Ed. Equivalences - 2003 (Franța)
- Ultima suflare Arhivat în 29 septembrie 2007, la Wayback Machine. - Editura Muzeul Literaturii Române Arhivat în 18 februarie 2003, la Wayback Machine., Bucuresti / A.S.B. & Editura Azero - 2005
- Tratat de psihiatrie Arhivat în 27 septembrie 2007, la Wayback Machine. - Ed. Liternet, București - 2006
- Don Quijote Rătăcitorul Arhivat în 7 august 2009, la Wayback Machine. - Editura Eikon, Cluj - 2009
- Omul decor Arhivat în 5 octombrie 2011, la Wayback Machine. - Editura Brumar, Timișoara, 2009
- Ayla Arhivat în 7 aprilie 2014, la Wayback Machine. - Editura Cartea Românească, București, 2011
- In der psychiatrie behandelt Arhivat în 18 februarie 2015, la Wayback Machine. - Ed. Pop Verlag, 2012 (Germania)
- Douăzecișișapte Arhivat în 7 ianuarie 2014, la Wayback Machine. - Editura Tracus Arte, București, 2013
- Tratat la psihiatrie Arhivat în 17 septembrie 2014, la Wayback Machine. - ediția II-a - Ed. Karth & Herg Benet - 2014
- Tratado de psiquiatría - Amargord Ediciones - 2014 (Spania)
- Traité à la psychiatrie -  Ed. Claire de Plume - 2015 (Franța)
- Treatise on psychiatry -  Ed. Contemporary Literature Press - 2015

### Inclus în antologii și dicționare
- Antologia Noesis, Ed. Societatea Culturala Noesis, 2000 (România)
- Rumano en el mundo - Ed Fundatia Culturala Ideea Europeana, 2004 (România / Spania)
- Revue d'art et de littérature, musique - Ed. Le chasseur abstrait, 2005 (Franta)
- Cuadernos del Ateneo - Ed. Ateneo de la Laguna, 2005 (Spania)
- Aula de Poesía - Ed. Auna, 2005 (Barcelona / Spania)
- Hangok Fája - Ed. Eikon, 2006 (lb. maghiara)
- L'arbre a sons - Ed. Eikon, 2007 (lb. franceza)
- Antología de Poesía Rumana - Ed. Enfocarte, 2007 (Spania)
- Antología de Poesía Rumana - Ed. Poéticas, 2007 (Argentina)
- Un albero di suoni - Ed. Eikon, 2008 (lb. italiana)
- Ein Baum Voller Klange - Ed. Eikon, 2008 (lb. germana)
- Un árbol de sonidos - Ed. Eikon, 2009 (lb. spaniola)
- Scriitori români la frontiera mileniului III” - Dumitru Munteanu, Ed. George Coșbuc, 2009 (România)
- Poetas Siglo XXI - Ed. Fernando Sabido Sánchez, 2009 (Spania)
- Al borde de la palabra - Ed. Arinfo, 2010 (Argentina)
- Iubirea e pe 14 februarie - Ed. Vinea, 2010 (România)
- 1500 scriitori romani clasici si contemporani - Boris Craciun si Daniela Craciun Costin, Ed. Portile Orientului, 2010 (România)
- Mai am un singur Doors - Ed. Blumenthal, 2011 (România)
- Antología literaria Mi Umbral - Ed. Bibliotecaria, 2011 (Spania)
- Dictionarul scriitorilor români de azi - Boris Craciun si Daniela Craciun Costin, Ed. Portile Orientului, 2011 (România)
- Tranzbordare '13 - Casa de Editura Max Blecher, 2013 (România)

### Inclus in antologiile critice
- Textualism, postmodernism, apocaliptic - Octavian Soviany, Ed. Pontica, 2001
- Bucuresti Far West. Secvente de literatura româna - Daniel Cristea Enache, Ed. Albatros, 2005
- Pomul cu litere - Menut Maximinian, Ed. Karuna, 2011
- EgoBestiar - Igor Ursenco, Ed. Herg Benet, 2011
- Cinci decenii de experimentalism - Octavian Soviany, Ed. Casa de Pariuri Literare, 2011
- Gelu Vlasin / Deprimismul.ro - Emil Lungeanu, Ed. Betta, 2015

### Inclus în cărți de interviuri
- Metafora de Urgență - Amalia Stănescu, Ed. Zona Literară, 2014

### Traduceri
- Soigné à l'hôpital psychiatrique - Ed. Equivaleces, 2003 (Franta)
- In der Psychiatrie behandelt Arhivat în 6 ianuarie 2014, la Wayback Machine. - Ed. Pop Verlag, 2012 (Germania)
- Tratado de psiquiatría - Amargord Ediciones - 2014 (Spania)
- Traité à la psychiatrie -  Ed. Claire de Plume - 2015 (Franța)
- Treatise on psychiatry -  Ed. Contemporary Literature Press - 2015 (Universitatea București)